# Compagnie du Brabant

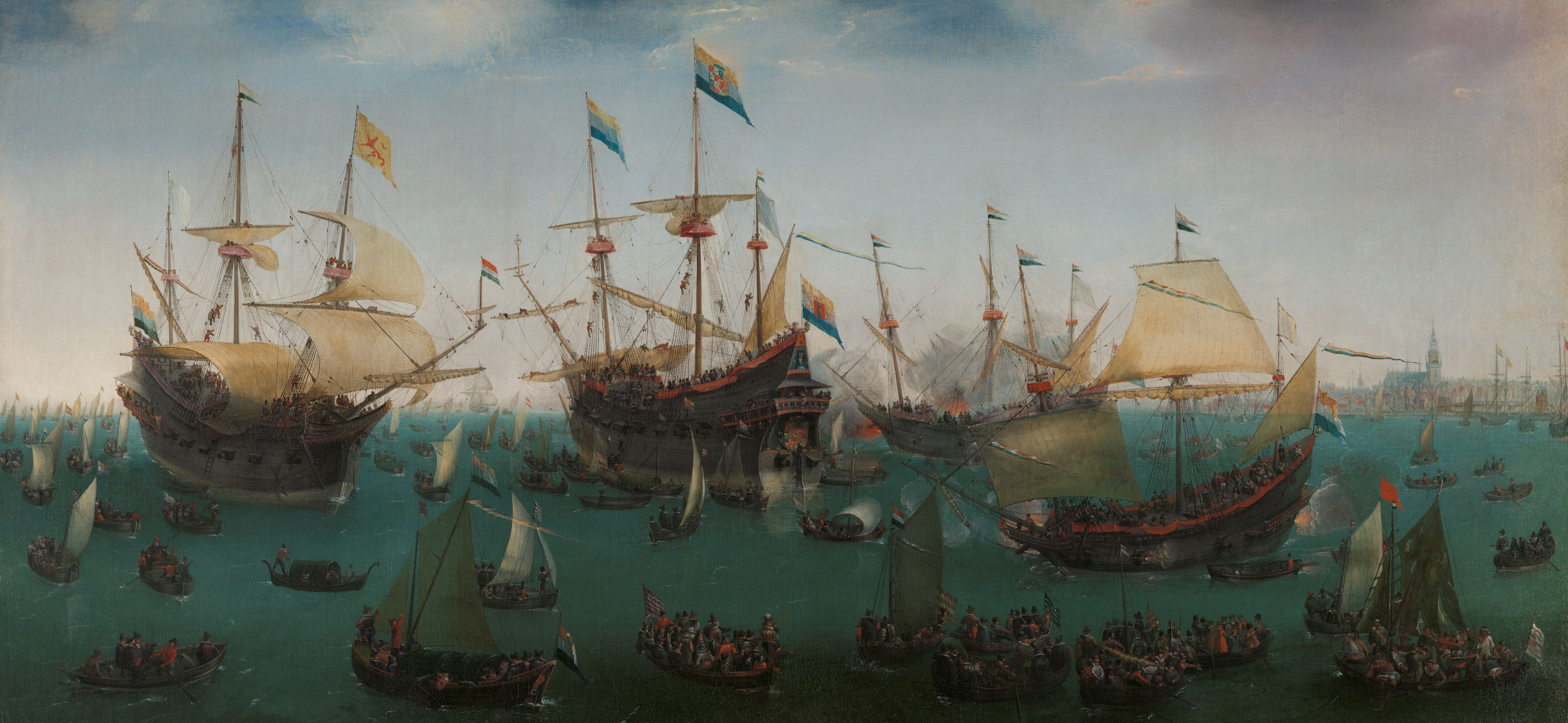
Le retour à Amsterdam de la deuxième expédition aux Indes orientales, Hendrik Cornelisz Vroom, 1599

La Compagnie du Brabant, créé à Amsterdam en 1599 ou en 1600, selon les sources, était l'une des premières Compagnies européennes fondées au XVIIe siècle pour l'activité commerciale au long cours. 
Elle a organisé deux voyages très rentables aux Indes orientales, sous la direction d’Isaac Le Maire, qui sera en 1602, l'un des fondateurs et le premier actionnaire de la compagnie néerlandaise des Indes orientales, créée dans le sillage de la Compagnie du Brabant.
La Compagnie du Brabant disposait à sa création d'un capital de 6,3 millions de florins, dont 3,6 millions de florins apportés par les seuls marchands de la ville d'Amsterdam, ceux de Zélande apportant pour leur part 1,3 million environ de florins.